# Avicola Brașov
Avicola Brașov este o companie procesatoare de carne de pasăre din România.
Principalul acționar al firmei este omul de afaceri Ioan Popa, care deține, prin intermediul asociației Avipas, 77,82% din acțiuni.
Omul de afaceri controlează și producătorul de carne de pasăre Transavia din Alba Iulia.
Popa a preluat Avicola Brașov în toamna anului 2008, prin achiziția pachetului deținut de asociația salariaților și a participației SIF Transilvania, cu o valoare cumulată de patru milioane de euro.
Titlurile Avicola Brașov sunt cotate la categoria de bază a pieței Rasdaq, la sectiunea XMBS, sub simbolul AVLE.

## Data înființării[3]
Avicola Brașov a fost înființată în 1991.

## Informații financiare[4]
| Ani  | Venituri  | Cheltuieli | Profit   | Inventar | Rezerve | Creanțe  | Datorii  | Banca și numerar | Angajați |
| ---- | --------- | ---------- | -------- | -------- | ------- | -------- | -------- | ---------------- | -------- |
| 2021 | 168446340 | 156820001  | 10594492 | 14769256 | 0       | 28682923 | 63471206 | 81388            | 527      |
| 2020 | 161991564 | 144861178  | 15735163 | 12008223 | 0       | 21273053 | 62766960 | 128498           | 509      |
| 2019 | 140637439 | 124645936  | 14214248 | 12831162 | 0       | 10465028 | 56044246 | 43743            | 476      |
| 2018 | 132890745 | 120690923  | 10047792 | 9594331  | 0       | 10513412 | 36629955 | 35778            | 469      |
| 2017 | 142070259 | 128192596  | 11346371 | 10447433 | 0       | 22350961 | 35523729 | 128973           | 488      |
| 2016 | 133511170 | 118398469  | 12205420 | 9897074  | 0       | 14304460 | 36279133 | 81046            | 508      |